# Liste von Sangdog-Pelri-Tempeln
| Tibetische Bezeichnung |
| --- |
| Tibetische Schrift: ཟངས་མདོག་དཔལ་རི |
| Wylie-Transliteration: zangs mdog dpal ri |
| Andere Schreibweisen: Sangdog Pelri; Zangdog Pelri, Zangdog Palri, Zangdok Pelri, Zangdokpalri; The Pure Land of Padmasambhava, Copper-Coloured Mountain of Glory |
| Chinesische Bezeichnung |
| Vereinfacht: 铜色吉祥山; 莲师铜色山净土, 莲花生大师的铜色山 |
| Pinyin:Tongse jixiang shan (u. a.) |

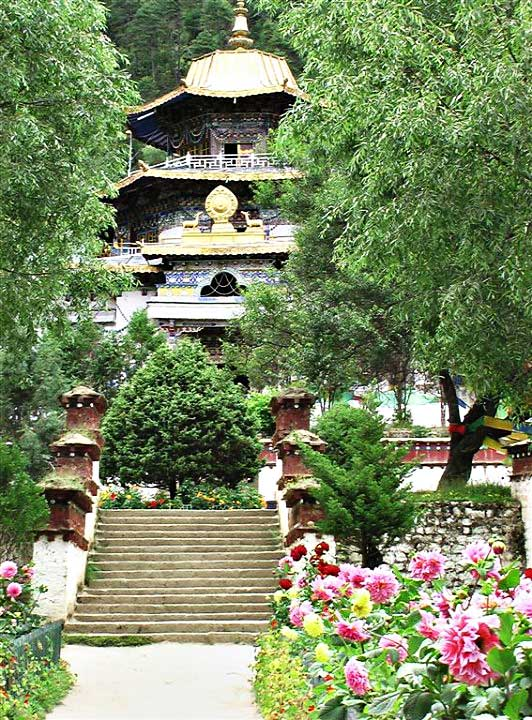
Lamaling-Kloster, Bayi, Tibet

Dies ist eine Liste von Sangdog-Pelri-Tempeln. Mit Sangdog Pelri wird im Tibetischen das Paradies des Kupferfarbenen Berges nach Guru Rinpoches/Padmasambhavas Reinem Land, dem Kupferfarbenen Berg, bezeichnet. Es ist ein typischer Baustil für Tempelanlagen der Nyingma-Tradition des tibetischen Buddhismus, der traditionell in Tibet, Bhutan, Nepal und Sikkim verbreitet ist.
In jüngerer Zeit wurde in Três Coroas, Brasilien, von Chagdud Tulku Rinpoche der Versuch gestartet, in einer geeigneten Landschaft das Reine Land Padmasambhavas architektonisch durch den Bau des Tempels Khadro Ling nachzubilden.

## Übersicht

### Tibet
Qinghai, Sichuan, Autonomes Gebiet Tibet (Volksrepublik China)
- Lamaling-Kloster[4], Bayi (Nyingchi), Autonomes Gebiet Tibet (web)
- Peyül Darthang Gompa, Pelyül (Baiyü) in Kardze (Garzê), Sichuan (web)
- Cagrithang-Kloster (lcags ri thang dgon pa), Kreis Baima (Pema), Golog, Qinghai (web)
- Sangdog Pelri Tempel, Kathog-Kloster[5] (Kham), Baiyü (Pelyül), Garzê, Sichuan (web)
- Pelyül-Kloster (dpal yul dgon pa; chin. Báiyù Sì 白玉寺), Gründungskloster der Pelyül-Schule, einer Unterschule der Nyingma, Kreis Pelyül (Baiyü), Kardze (Garzê), Sichuan (web), (web)

### Bhutan
- Sangdog Pelri Tempel, Rangjung, Bhutan (web) (1989 von Khentse Rinpoche erbaut)

### Indien
- Sangdog Pelri Tempel des Namdröling-Klosters in Bylakuppe, Südindien
- Hogmin Ngayab Zangdok Palri Phodang Tsempo (Durpin Gompa), Kalimpong, Westbengalen ('Gorkhaland', Indien) (web)

### Brasilien
- Khadro Ling, Três Coroas, Rio Grande do Sul, Brasilien (web), (web) (gegründet von Chagdud Tulku Rinpoche)

## Fotos

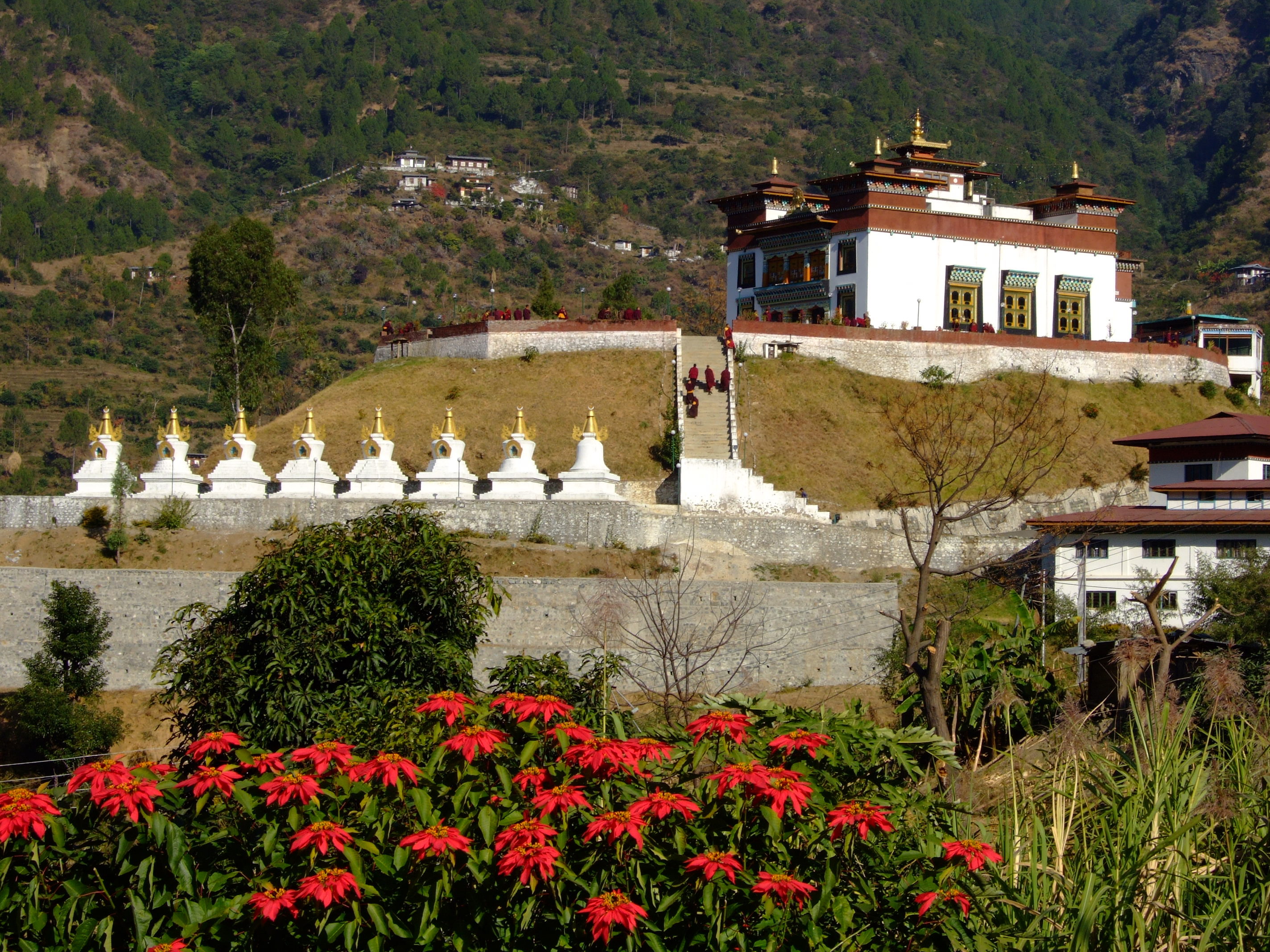
Sangdog Pelri Tempel in Rangjung, Bhutan
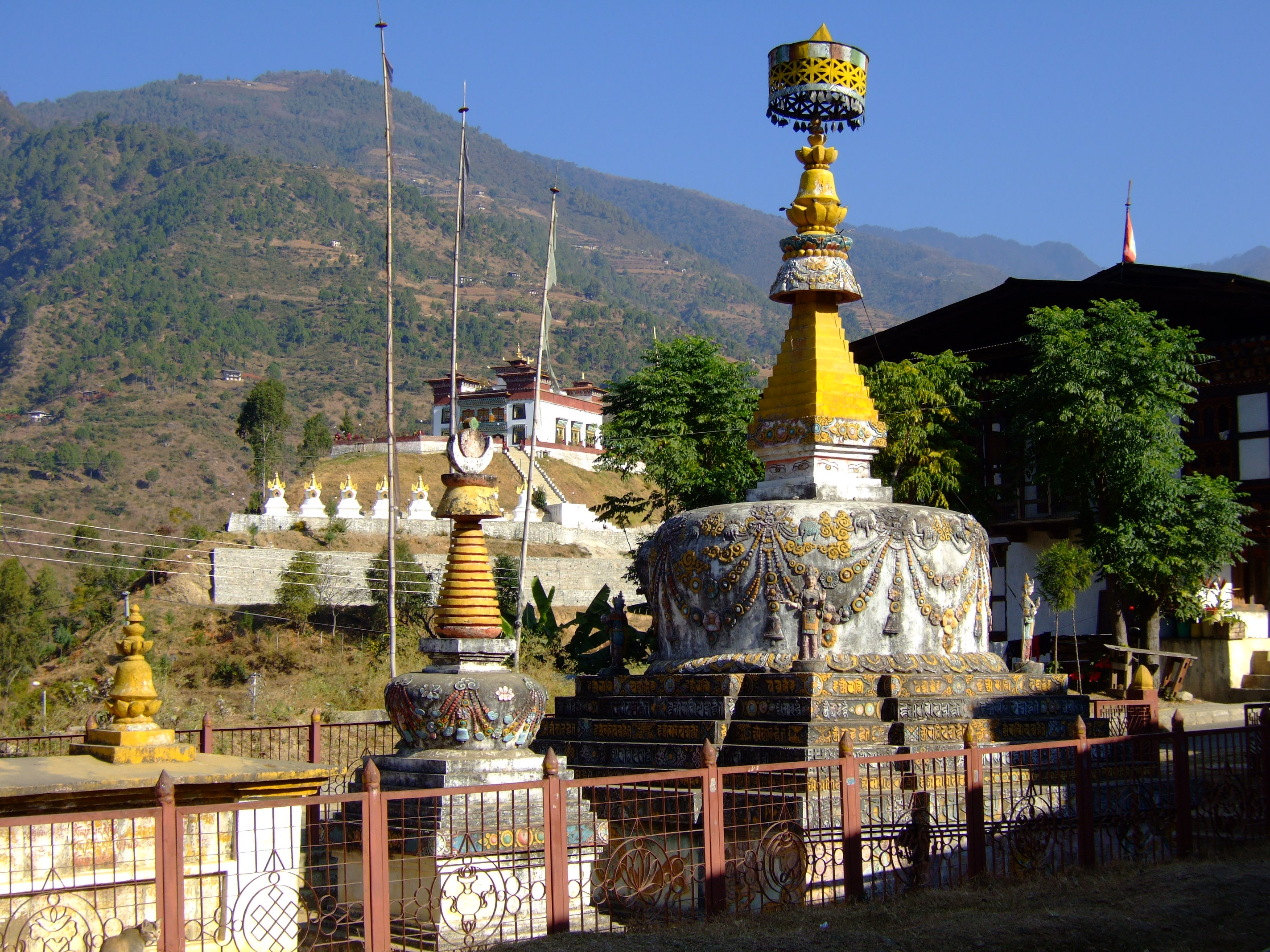
Sangdog Pelri Tempel in Rangjung, Bhutan, aus der Ferne
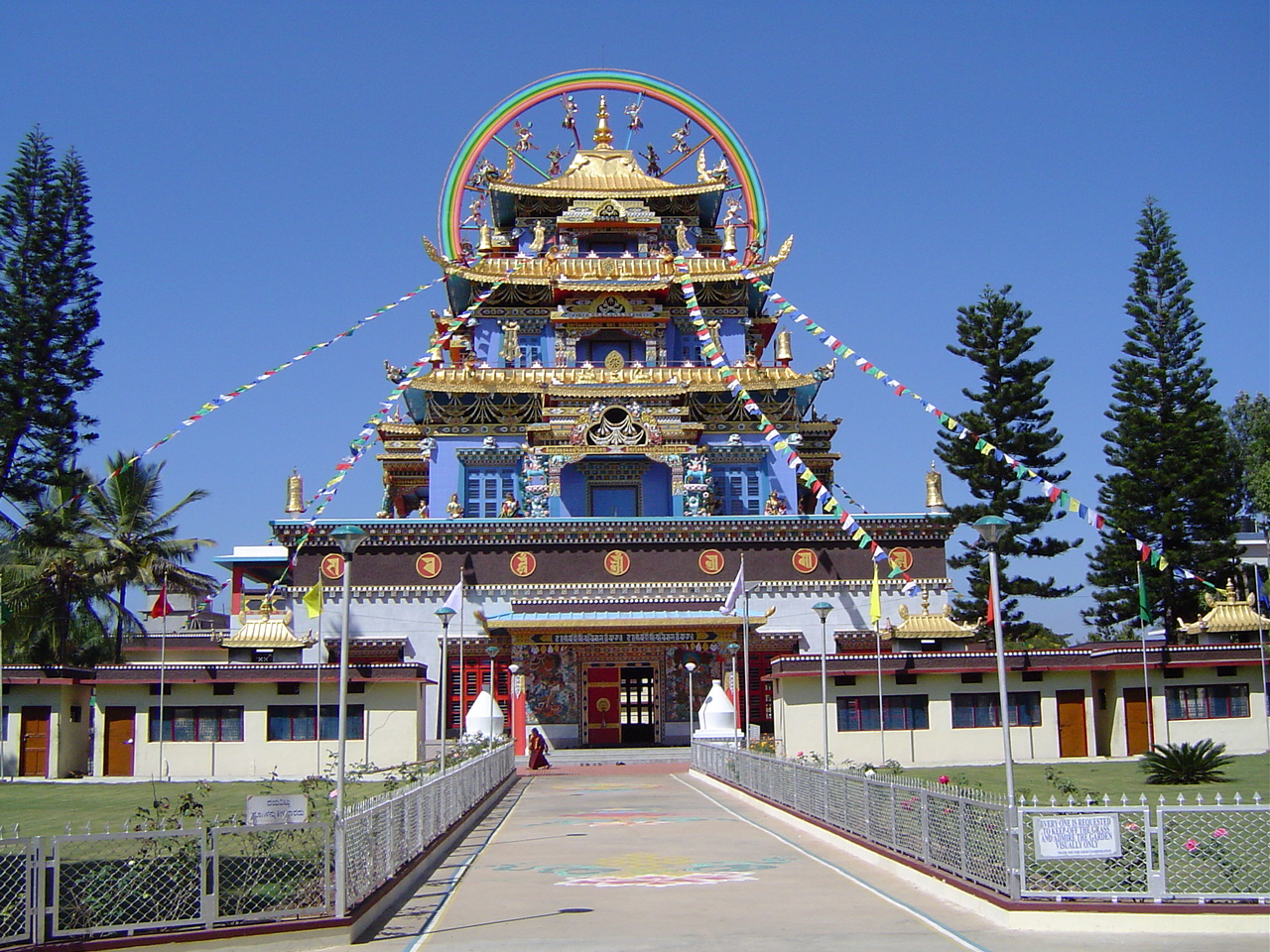
Sangdog Pelri Tempel des Namdröling-Klosters in Südindien, Bylakuppe
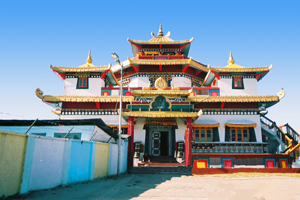
Kalimpong, Westbengalen

## Videos
- youtube.com: Video of the buddhist temple Khadro Ling, founded by H. E. Chagdud Tulku Rinpoche, in Três Coroas, Brazil I II, III